# Utilizzo della PET in oncologia

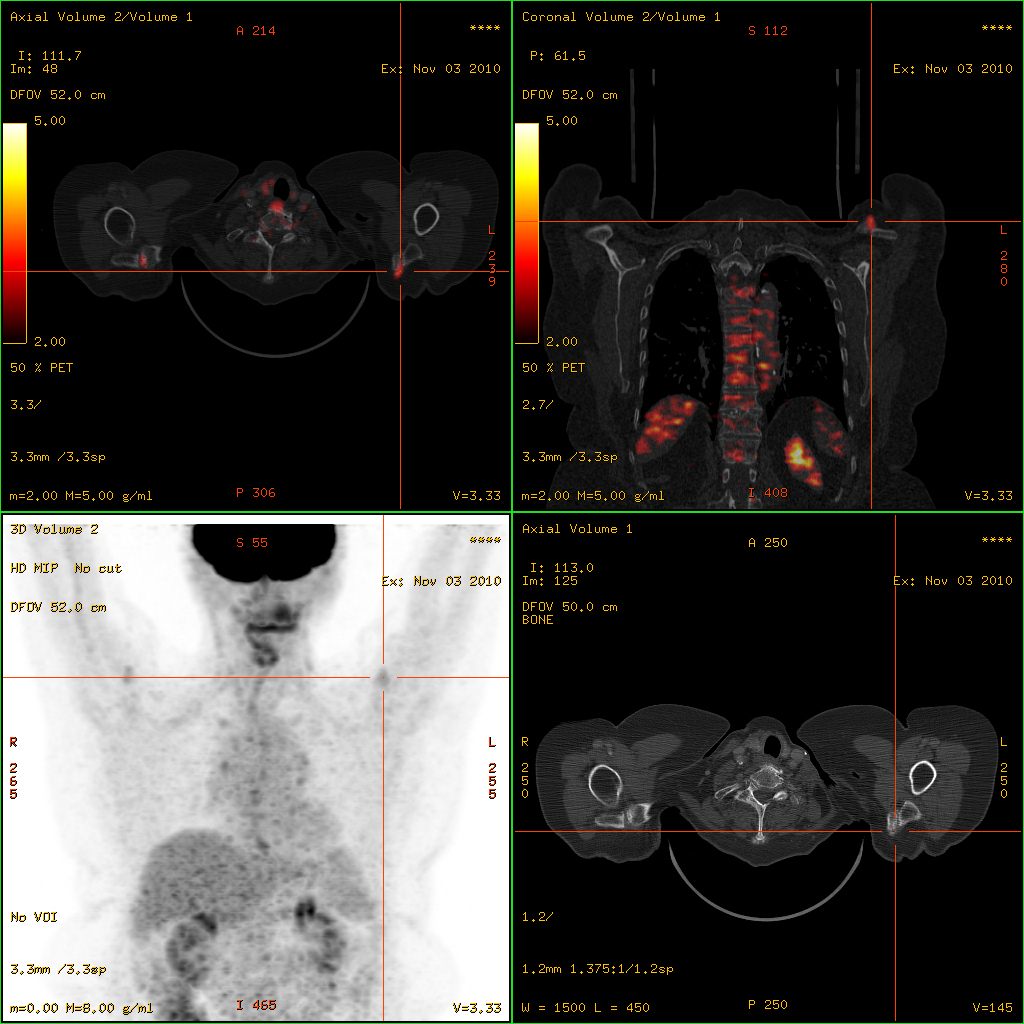
Captazione ossea dovuta ad artrosi (vedi puntatore)

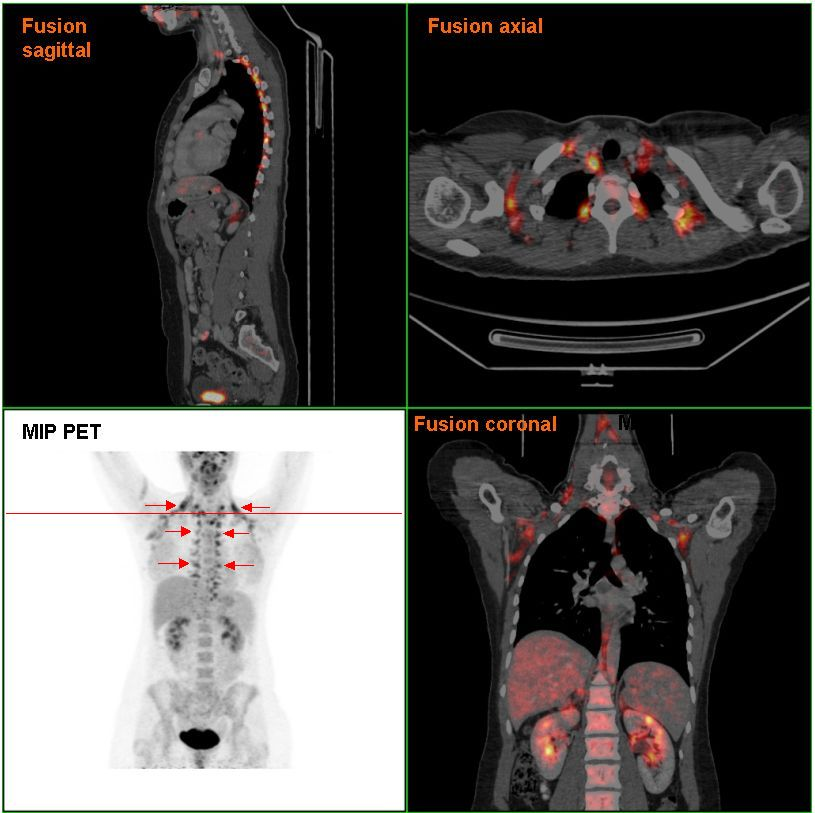
Tessuto adiposo bruno visibile in una FDG-PET

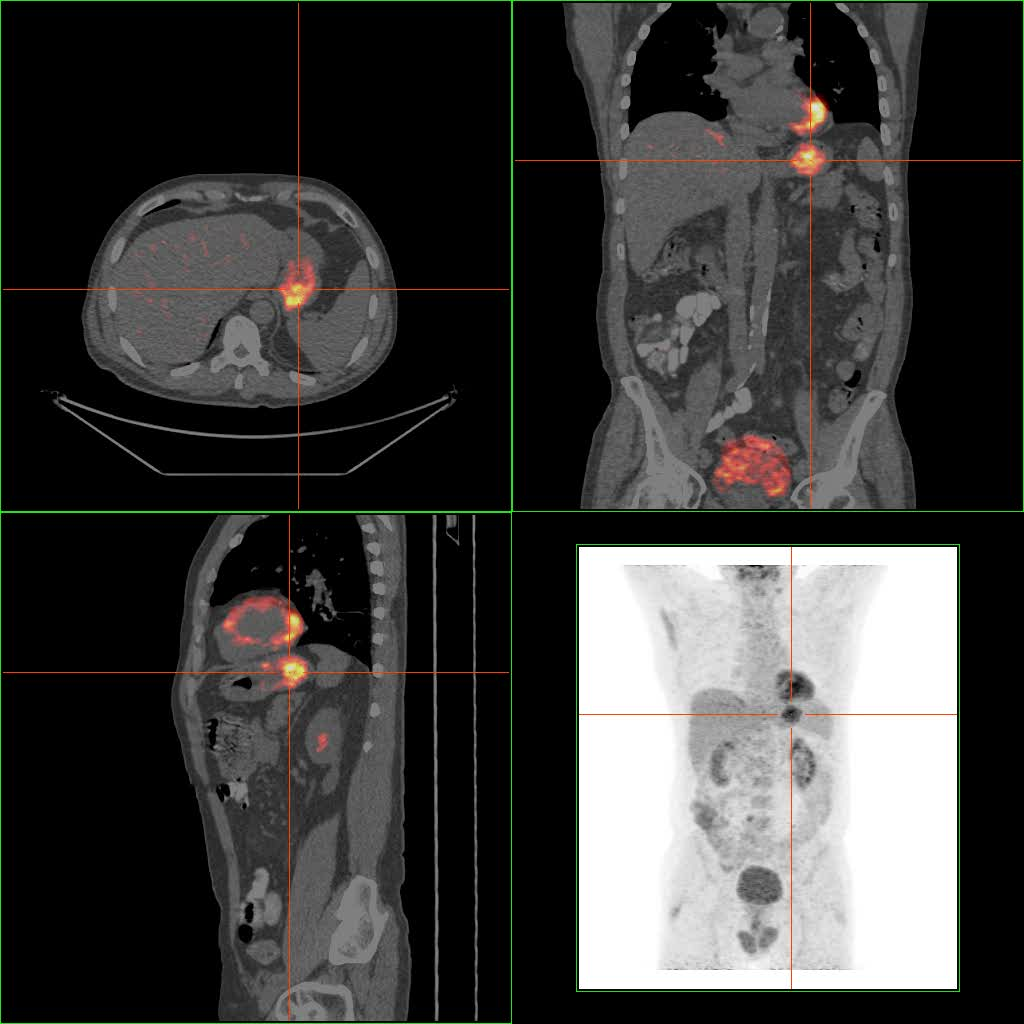
Captazione dovuta a una gastrite

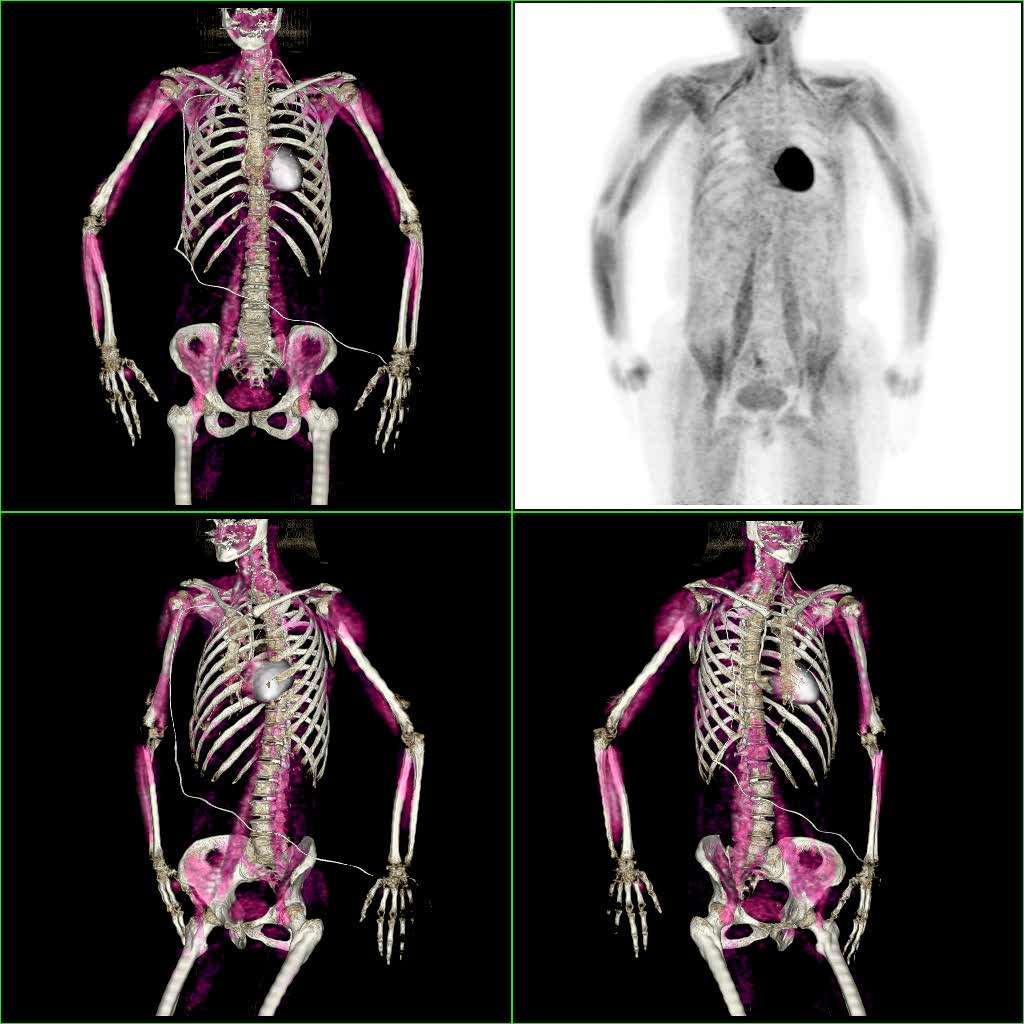
Captazione muscolare fisiologica in una FDG PET

La PET in oncologia ha le seguenti indicazioni:
- stadiazione e ristadiazione a fine terapia;
- monitoraggio delle terapie antineoplastiche;
- diagnosi differenziale fra benignità o malignità delle lesioni;
- ricerca di tumori primitivi occulti (tumori che hanno già dato metastasi, ma che hanno origine sconosciuta);
- ricerca del miglior punto di una lesione da cui effettuare una biopsia;
- caratterizzazione metabolica delle lesioni neoplastiche;
- pianificazione di trattamenti radioterapici.

I traccianti utilizzabili in oncologia sono molti, ma il più diffuso è il 18fluorodesossiglucosio, cioè glucosio che in posizione 2, invece di un ossidrile, presenta un atomo di fluoro 18 emettitore di positroni. Tale farmaco viene captato di solito in maggior misura dai tessuti neoplastici in quanto sono metabolicamente più attivi (le cellule neoplastiche possono avere un metabolismo fino a 200 volte maggiore rispetto a quelle normali) soprattutto per il fatto che la loro principale via metabolica per il sostentamento energetico è la glicolisi anaerobia. Per ragioni simili, neoplasie ben differenziate o mucinose captano poco questo tracciante, inoltre anche il livello glicemico influisce ovviamente nella captazione del tracciante in quanto il glucosio "fisiologico" compete con l'FDG per entrare nelle cellule (particolare attenzione viene quindi rivolta ai pazienti diabetici. Per evitare questi problemi è bene che la glicemia sia in ogni caso inferiore a 200 mg/dl. Oltre a ciò è anche necessario evidenziare come anche i tessuti ove è in atto il fenomeno dell'infiammazione captano avidamente L'FDG tramite le stesse cellule della flogosi (specie i macrofagi) e lo stesso vale per la muscolatura, sia scheletrica che striata (specie quella intestinale); col rischio che l'esame mostri risultati falsi positivi, per fortuna spesso contenibili abbinando alla scansione PET una scansione TC o RMN. Altro tessuto avidamente captante l'FDG è il tessuto adiposo bruno. Per tali motivi il paziente sottoposto a PET con FDG deve essere a digiuno da almeno 6 ore, deve restare a riposo dall'iniezione all'acquisizione dell'esame in ambiente calmo e riscaldato (per ridurre l'attivazione del grasso bruno). In generale, l'indagine PET con FDG non è raccomandata nel follow up del paziente oncologico asintomatico o senza segni di ripresa di malattia (in quanto gravata da numerosi falsi positivi, specie in sedi esposte ad insulti flogistico-infettivi ed intestinale).
Nuovi traccianti utilizzabili nella PET oncologica sono quelli specifici per il Fattore di Inibizione dell'Attivazione dei Fibroblasti, espresso a livello sia di molte neoplasie sia di aree di fibrosi/flogosi che contengono fibroblasti nel loro contesto (FAPI PET). Tali traccianti rispetto all'FDG hanno come vantaggio l'essere marcati con Gallio-68 (evitando quindi la necessità di impiegare un ciclotrone, in quanto tale isotopo è più facilmente ottenibile direttamente nella camera calda delle medicine nucleari tramite un generatore). Oltre a ciò la FAPI PET presenta un elevato rapporto segnale/fondo per neoplasie difficilmente studiabili con l'FDG come quelle cerebrali,renali, gastriche o epatiche; permettendone uno studio agevole con la metodica medico-nucleare. Sono anche in corso studi per poter utilizzare i medesimi radiofarmaci sia per effettuare la terapia radiometabolica (marcandoli con Lutezio-177 al posto del Gallio-68) sia trattamenti radioterapici a fasci esterni in ambito oncologico e non.
Nei successivi paragrafi sono elencate le indicazioni dell'esame relative ai più diffusi ambiti di impiego della metodica.

## Ricerca di tumori primitivi occulti
La PET con FDG è usata per rilevare le lesioni di tumori primitivi nel caso in cui queste non siano rilevabili con altre tecniche (che dipendono dall'istotipo sospettato) e nel caso il sospetto non sia di tumore neuroendocrino (in tali casi si usano esami specifici come l'Octreoscan o la PET con gli analoghi della somatostatina marcati con Gallio-68). Tale metodica riesce nel suo obiettivo nel 37% dei casi in media; con sensibilità e specificità medie dell'84%. Le linee guida suggeriscono di usare la metodica in presenza di metastasi nota.

## Ricerca di seconde neoplasie
In una percentuale di pazienti (5-8%) è possibile rinvenire seconde neoplasie nella loro storia clinica. La PET, essendo un'indagine che al contrario di altre metodiche di imaging, analizza sempre tutto il corpo; può spesso evidenziarle in stadio precoce consentendo una terapia meno invasiva. Tale analisi però non è raccomandata come indagine di screening nei pazienti oncologici in quanto è facile confondere una seconda neoplasia con una metastasi del primo tumore, così come con lesioni funzionali o infiammatorie. Per tali motivi la metodica è comunque gravata da una buona quota di falsi positivi, che porterebbero ad eseguire esami o interventi inutili.

## Pianificazione di trattamenti radioterapici
Prima di effettuare trattamenti radioterapici è necessario definire i volumi da trattare. Solitamente tale operazione è svolta con l'ausilio di immagini TC o RMN che, in taluni casi, non riescono a raggiungere un'accuratezza sufficiente. La PET e la SPECT, fornendo indicazioni funzionali sui tessuti che cambiano a seconda del tracciante scelto (metabolismo, ipossia, angiogenesi, apoptosi, espressione di determinati recettori,...), consentono altri approcci nella definizione dei suddetti volumi, anche con maggiore precisione all'interno delle stesse aree neoplastiche. Al momento sono in corso diversi studi sull'argomento, per numerosi istotipi e con valutazione delle immagini sia qualitativa che semi-quantitativa mediante SUV. Altro problema è dovuto ai movimenti del paziente e del tumore; ad esempio a causa alla respirazione. Per risolvere sono in studio dei protocolli che si avvalgono di scansioni sincronizzate coi movimenti del torace (gating).

## Tumori polmonari e del mediastino

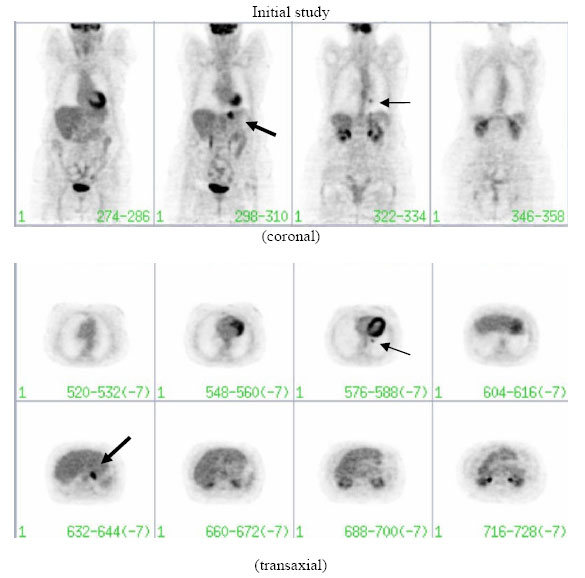
Nodo polmonare 1 cm di diametro rilevato prima in una radiografia del torace e poi alla TC e studiato mediante FDG PET per sospetto di lesione maligna. L'esame ha mostrato captazione abnorme in tale sito e a livello della giunzione gastro-esofagea. Entrambe le sedi si sono rivelate essere localizzazioni di un linfoma non Hodgkin.

La PET è utilizzata nella valutazione di malignità dei noduli polmonari. È noto che noduli che presentano un SUV >2,5 hanno un'alta probabilità di essere maligni. Limitazione importante all'impiego di quest'esame è il fatto che spesso le lesioni sono più piccole di 1 cm (quindi il SUV è spesso sottostimato o la lesione non è visibile). Il limite di risoluzione a un centimetro, maggiore della risoluzione delle comuni macchine, è dovuto ai movimenti respiratori del paziente che fanno perdere precisione alle immagini. Ancora più spesso molte lesioni infiammatorie sono positive alla PET (e possono portare a falsi positivi). Per tale motivo la PET con FDG non consente ad esempio di eseguire una certa diagnosi differenziale fra lesioni neoplastiche ed infettive o infiammatorie in genere. Inoltre molti istotipi ben differenziati captano poco il tracciante.
Un ruolo molto importante nella gestioni dei tumori polmonari non a piccole cellule la PET lo occupa nella loro stadiazione. Specie per la rilevazione dei linfonodi mediastinici colpiti (anche con diametro < 1 cm) così come delle metastasi a distanza. La metodica medico-nucleare è invece meno accurata nel definire il parametro T (relativo alla lesione primitiva), Mentre ha un ruolo importante anche nel follow up dei pazienti durante e dopo la terapia, dove consente spesso di rilevare, nei soggetti fumatori, seconde neoplasie dovute a questo fattore di rischio. Per quanto riguarda i tumori a piccole cellule, la PET anche qui ha mostrato una buona accuratezza, specie nell'individuazione delle (purtroppo frequenti) metastasi cerebrali di questo tumore. in tali casi però il radiofarmaco di scelta da utilizzare dovrebbe essere la fluoro18tirosina per ridurre il fondo. Nella valutazione della risposta ai trattamenti si è visto che la PET in questi casi è superiore del 20-35% rispetto a TC ed RMN, specie nel differenziare le recidive dalla fibrosi post-trattamento. È comunque necessario far trascorrere un po' di tempo prima di eseguire l'esame per ridurre i risultati falsi-positivi da residui infiammatori post-terapia. Almeno 3 mesi dal termine delle terapie radianti ed almeno 3 settimane dalla chemioterapia. Da ricordare la ridotta sensibilità della metodica per alcune forme di tumore polmonare non a piccole cellule come il carcinoma polmonare a crescita lepidica e nel caso dei tumori neuroendocrini, specie se ben differenziati.
La positività linfonodale rilevata in sede mediastinica può essere dovuta anche ad infiammazione di queste strutture (specie nei pazienti fumatori), motivo per cui, a completamento stadiativo, in caso di FDG PET positiva viene spesso eseguita una mediastinoscopia con biopsia dei linfonodi sospetti.
Altro tumore polmonare che la PET riesce a distinguere bene dalle lesioni benigne della pleura è il mesotelioma (che capta molto bene il radiodeossiglucosio). L'esame è infatti molto usato sia nella valutazione post terapia sia nella ricerca di metastasi e stadiazione. Anche la prognosi correla col quadro PET. Un SUV <10 e un istotipo epiteliale correlano con una migliore aspettativa per il paziente. La principale pecca della PET anche in questo caso è la bassa risoluzione spaziale che può portare a falsi negativi, così come la presenza di processi infiammatori che può dare falsi positivi. In generale, la sensibilità della metodica è dell'83-85%, mentre la specificità varia dal 75% all'82%. Anche la presenza di linfonodi metastatici extrapleurici e di metastasi ad altri organi indica una prognosi peggiore. Oltre al SUV, altri parametri ricavati con speciali algoritmi si sono dimostrati più efficaci nello stimare la risposta alle terapie, come il Volume Glicolitico Totale (TGV) e la Glicolisi Totale della Lesione (TLG).
Anche nel timoma lo studio PET può essere utile.

## Neoplasie ematologiche

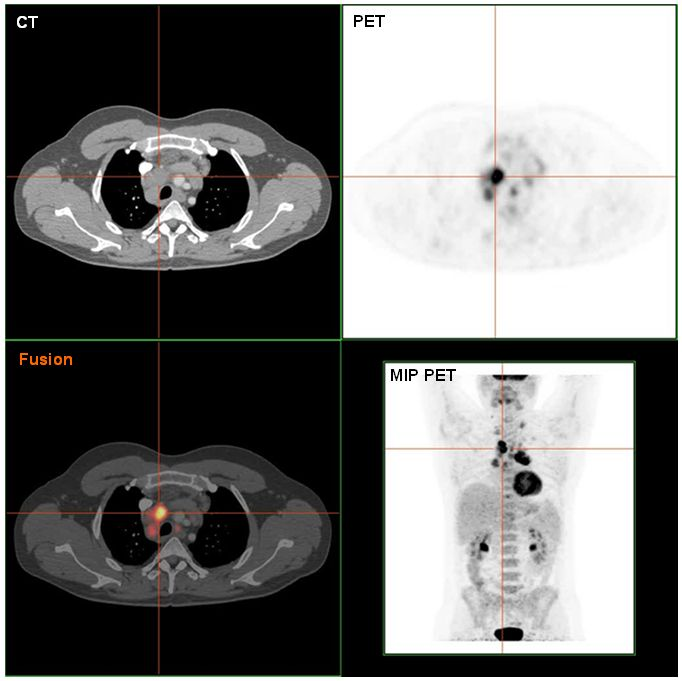
Localizzazione di linfoma di Hodgkin

I linfomi sono i tumori ematologici più spesso analizzati mediante l'imaging PET, che è usata per la stadiazione della patologia sia pre che post-terapia (stabilendo se la risposta è stata completa, parziale o non c'è stata, e così influenzando i successivi trattamenti). I linfomi che mostrano captazione dell'FDG più intensa sono il Linfoma di Hodgkin e il linfoma diffuso a grandi cellule B; meno il linfoma follicolare ed il linfoma mantellare. Altri istotipi sono invece definiti "indolenti" (in quanto meno aggressivi) e captano meno il radiofarmaco (esistono comunque anche altri istotipi aggressivi, ma poco captanti). Questo dato va tenuto ovviamente presente durante la refertazione e il confronto pre-post terapia. In tal proposito, le linee guida consigliano di riutilizzare la PET nella ristadiazione delle forme poco captanti solo se la PET iniziale era positiva. Analogamente per le forme più captanti, la scomparsa di tutte le aree visualizzate all'indagine pre-terapia in quella post è considerata indice di remissione completa. Per ridurre la captazione dovuta all'infiammazione post-trattamento, gli esami post-terapia devono essere eseguiti almeno 3 settimane dopo l'ultimo trattamento chemioterapico e almeno 3 mesi dopo l'ultimo radioterapico, anche se esistono in studio protocolli di rivalutazione durante la terapia stessa per monitorarne gli effetti. In tali casi sembra, almeno per i linfomi di Hodgkin, che la negativizzazione di questa interim PET correli con la prognosi dei pazienti. Non esistono ancora criteri temporali standard invece per la valutazione di malattia post immunoterapia e terapia radiometabolica. Una captazione nella milza maggiore di quella presente nel fegato indica localizzazione splenica della malattia (è comunque presente anche nei pazienti trattati con citochine). Lo stesso dicasi per lesioni multifocali a livello del midollo osseo; mentre una captazione diffusa allo stesso livello spesso rappresenta solo una reazione ai trattamenti. La PET comunque non è in grado di rilevare coinvolgimenti lievi o moderati a livello del midollo; se c'è tal sospetto è bene quindi eseguire una biopsia osteomidollare.
Anche la ricerca delle lesioni del mieloma multiplo può venir fatta usando la PET con FDG o con fluoro 18 desossi L-timidina (FLT, tale tracciante viene captato in maggior quantità dalle cellule in proliferazione) che, al contrario di TC ed RMN, può vedere le componenti corticale e midollare della malattia insieme.

## Carcinoma mammario

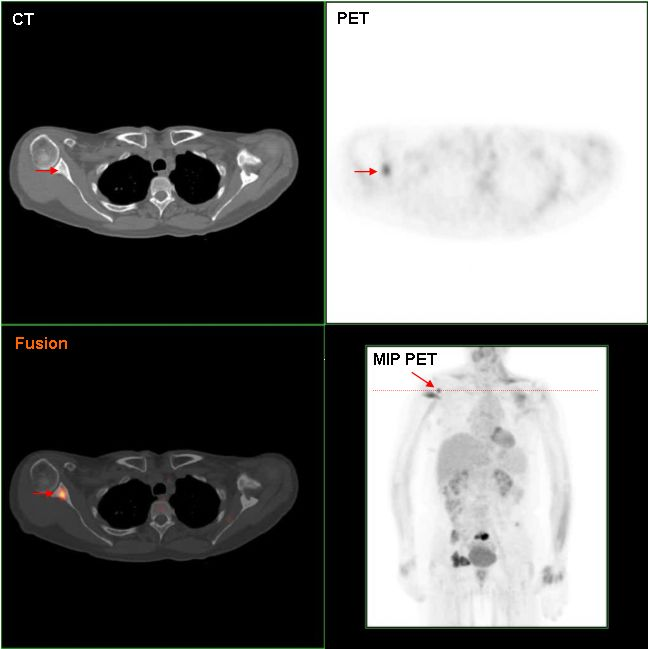
metastasi ossea di carcinoma mammario a livello della scapola destra

Con questa forma neoplastica la PET è indicata nella stadiazione pre-operatoria della malattia e nella ricerca di recidive e metastasi sia a distanza di tempo che nel post terapia. La captazione di questa forma tumorale è molto variabile, perciò l'indagine medico-nucleare è poco utile nelle fasi precoci di malattia, mentre acquista utilità nella stadiazione delle forme localmente avanzate (specie per la valutazione linfonodale) e anche nella ricerca di metastasi (sensibilità vicina al 100% e specificità del 98%. Nel 13% dei casi le metastasi sono di nuova osservazione. La classificazione TNM nel post-PET cambia nel 42% dei casi). Da ricordare come le tecniche PET hanno una risoluzione spaziale che non va sotto i 5 mm; quindi possono essere non rilevate lesioni più piccole di questo cut-off.
Nel follow up delle pazienti la PET non è raccomandata se non nel sospetto di recidiva di malattia. Altra categoria di pazienti invece in cui l'esame è molto utile è quella che ha subito interventi di ricostruzione mammaria, ove vede bene le recidive sulla parete toracica. La PET è anche usata per osservare l'effetto delle terapie neoadiuvanti e, usando traccianti appositi, anche per stabilire la presenza di recettori per gli estrogeni sulle cellule tumorali (ad esempio usando il fluoro 18 estradiolo o il fluoro 18 tamoxifene). inoltre è noto che, nei pazienti che rispondono bene alla terapia ormonale, la PET con FDG può rilevare un aumento della captazione denominato flare-F18-FDG. Ulteriori studi sono in corso per verificare l'effettiva utilità di questo dato in clinica.

## Melanoma

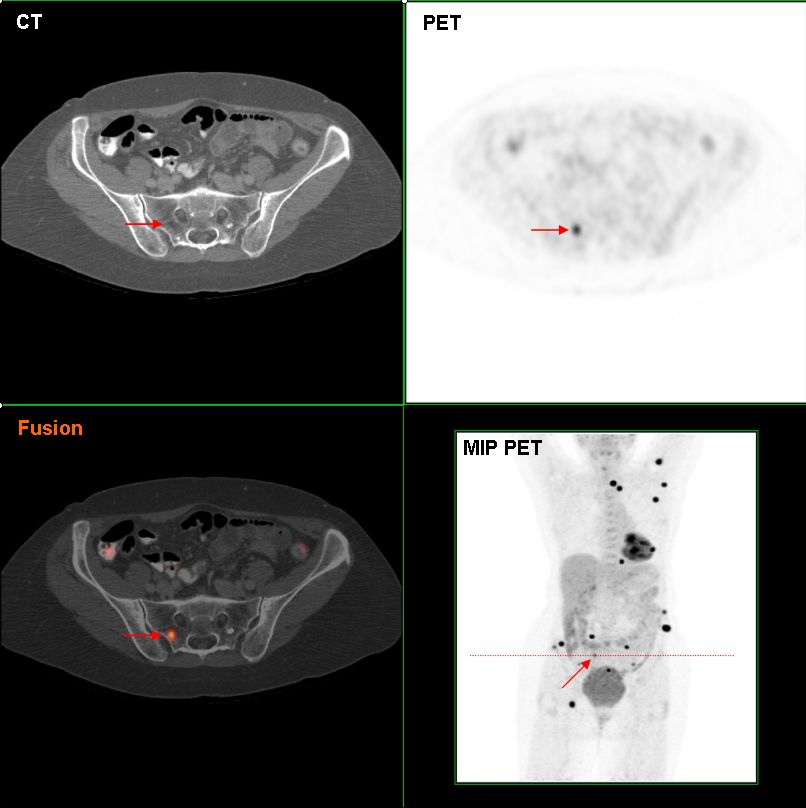
melanoma metastatico

La PET è più sensibile di altre metodiche nella stadiazione dei pazienti affetti da questa patologia in stadi avanzati (IV) assieme alle indagini TC ed RMN. Nelle malattie localizzate e negli stadi bassi (I e II) invece ha maggiori falsi positivi (l'analisi del linfonodo sentinella in tali casi è l'indagine di scelta) mentre nello stadio III la metodica è consigliata per controllare che la malattia non abbia altre localizzazioni. Le indicazioni per il controllo post terapia sono limitate dalla spesso bassa efficacia di questa; inoltre in caso di sospetto clinico di metastasi la decisione di eseguire l'esame va ponderata caso per caso.

## Carcinomi della mucosa orale
La PET in questi casi è impiegata nella stadiazione. Le metodiche TC ed RMN sono preferite nell'analisi del tumore primitivo in quanto hanno una migliore risoluzione anatomica, mentre la PET è utilizzata soprattutto per la ricerca di metastasi linfonodali o ad altri organi non rilevabili con le 2 metodiche citate prima, specie nelle forme localmente avanzate. Tuttavia, anche la PET non è in grado di rilevare le micrometastasi linfonodali (per questo a tal riguardo è più affidabile la tecnica del linfonodo sentinella). Per la valutazione post terapia e la ricerca di recidive la metodica di scelta è l'endoscopia con biopsia, abbinata a TC o RMN; la PET infatti ha una specificità in taluni casi più bassa (varia dal 64% al 100%) a causa dei processi flogistici successivi alle terapie. Per tale ragione, il periodo più indicato per effettuare una scansione PET nei soggetti trattati è dopo 1-4 mesi, anche se sono necessari ulteriori studi per avere dati certi sull'utilità di questa metodica. La PET è anche utile per identificare tumori primitivi non visibili a TC o RMN nel caso siano state rilevate solo le metastasi linfonodali, così come eventuali secondi tumori (detti simultanei se compaiono assieme a quello già rilevato o entro un mese, sincroni se si manifestano entro 6 mesi dal primo rilevato o metacroni se si notano oltre i 6 mesi).

## Tumori tiroidei
La diagnosi e la terapia dei tumori tiroidei differenziati (carcinoma papillifero) si avvale da anni dell'isotopo 131 dello iodio. Questa sostanza, emettendo sia raggi gamma sia particelle beta meno, è utilizzata sia in campo diagnostico sia in terapia ed ha cambiato radicalmente la prognosi di questi pazienti, rendendola molto favorevole nella maggior parte dei casi. Esiste anche l'isotopo 124 dello iodio, che è un emettitore di positroni (quindi utilizzabile per indagini PET); ma dato che la PET con questa sostanza da risultati sovrapponibili alla scintigrafia con iodio-131 e l'isotopo 124 da un'emissione meno "pulita" in positroni, il suo uso è molto limitato. I tumori non differenziati invece spesso non captano lo iodio; in tali casi la PET con FDG si è dimostrata molto utile nella ricerca delle metastasi e nel ricercare la ripresa di malattia dopo l'intervento sul tumore primitivo (si esegue di solito se il paziente tireotomizzato mostra in circolo la presenza di tireoglobulina). In tali casi spesso si è notato che la captazione del radioiodio da parte delle cellule tumorali è inversamente proporzionale all'espressione del trasportatore del glucosio GLUT1 sulla membrana cellulare (questo fenomeno è chiamato flip-flop). Sembra anche che l'esame PET aumenti la propria sensibilità quando i livelli in circolo di TSH sono elevati. Questo dato potrebbe essere dovuto al fatto che l'ipotiroidismo diminuisce l'attività metabolica di tutti i tessuti corporei, abbassando il livello di fondo delle immagini, così come a una possibile stimolazione dello stesso TSH sulle cellule tumorali.
Anche per il carcinomi midollare ed anaplastico la PET con FDG si è dimostrata utile per la stadiazione iniziale sui pazienti.

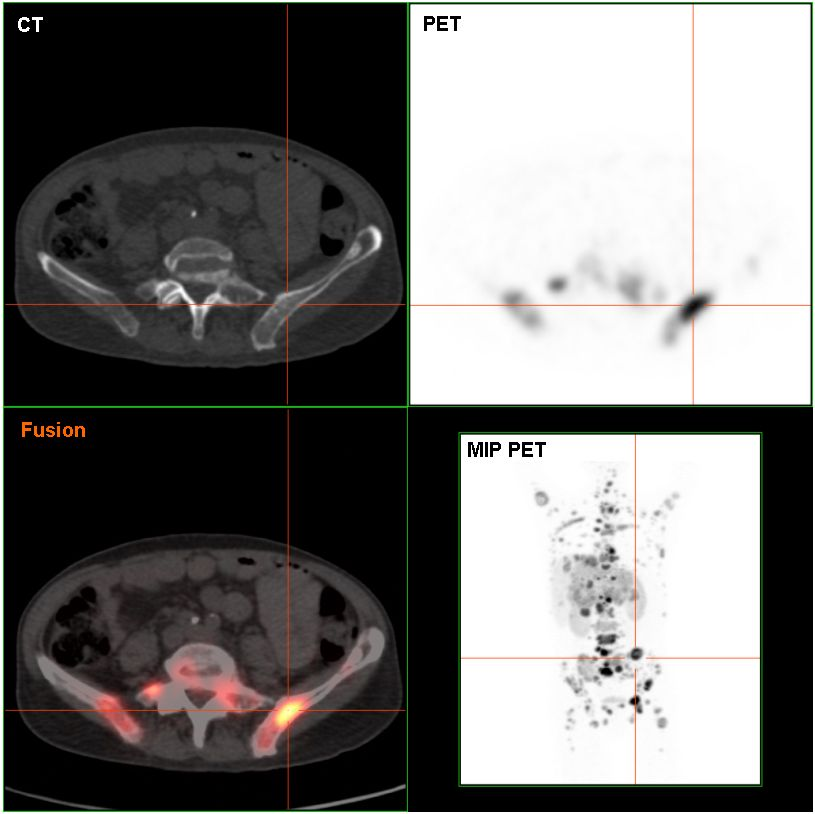
PET con ^{68}Ga DOTATOC in paziente con tumore neuroendocrino. La TC da sola non ha rilevato alcuna lesione

Per la forma midollare la PET è usata anche nella ricerca di recidive e metastasi. Inoltre, essendo questa forma neoplastica parte della grande famiglia dei tumori neuroendocrini; lo studio con 68Ga-DOTATOC o altri farmaci analoghi della somatostatina può essere utile (ciò vale per i tumori ben differenziati, la perdita dell'uptake per gli analoghi della somatostatina correla con una sdifferenziazione delle lesioni ed è accompagnata anche in questo caso da un incremento dell'uptake di FDG). La positività all'esame con DOTATOC poi può essere sfruttata anche per effettuare terapie radiometaboliche mirate.

## Tumori neuroendocrini
L'uso della PET con FDG è di solito riservata per queste patologie allo studio delle forme sdifferenziate di malattia o nello studio del grading delle lesioni (le forme sdifferenziate perdono l'espressione dei recettori per la somatostatina ed acquistano la capacità di captare l'FDG. Tale fenomeno è detto flip-flop).
Lo studio delle forme differenziate (esprimenti i recettori per la somatostatina) di solito invece viene effettuato o mediante la scintigrafia con Octreoscan, oppure (ove è disponibile) utilizzando la PET con ligandi di questi recettori marcati con Gallio-68 (DOTATOC, DOTANOC e DOTATATE). La positività delle lesioni a questi esami può essere anche sfruttata per trattarle usando le stesse molecole marcate con isotopi beta-emittenti (ittrio-90 o lutezio-177) che consentono di rilasciare al loro interno grandi dosi di radiazioni, risparmiando i tessuti sani. Tale approccio è definito teranostico.

## Carcinoma dell'esofago
La PET con FDG è principalmente utilizzata nella stadiazione, specie per rilevare l'interessamento dei linfonodi mediastinici e del tripode celiaco (se queste stazioni sono interessate, il tumore è in stadio avanzato e la chirurgia curativa non è più possibile). Altri usi importanti riguardano la valutazione di efficacia della terapia neoadiuvante e la pianificazione dei trattamenti radioterapici.

## Carcinoma gastrico
La stadiazione di queste forme tumorali è più spesso fatta mediante TC, in quanto la captazione dell'FDG da parte di questo tipo di tumori spesso è bassa (quindi è bassa anche la sensibilità della metodica). Anche la sede e la dimensione del tumore primitivo influenzano l'accuratezza. In generale, le forme meno captanti sono quelle con istotipo ad anello con castone. In compenso la specificità della metodica nel rilevare metastasi linfonodali è alta, mentre la stessa è ancora poco utile nel rilevare metastasi a distanza. Un ruolo importante in queste neoplasie la PET lo svolge nella valutazione delle terapie neoadiuvanti, in quanto un quadro di remissione all'esame PET fa propendere per una prognosi migliore; così come l'assenza di recidive post-trattamento. Un tracciante alternativo all'FDG che presenta un'altissima sensibilità nel rilevare il tumore primitivo (vicina al 100%) è la fluoro 18 L Timidina (FLT).

## GIST
Una PET con FDG negativa il giorno dopo la somministrazione del farmaco specifico per questa patologia (imatinib) correla con una prognosi molto favorevole.

## Carcinoma del colon-retto

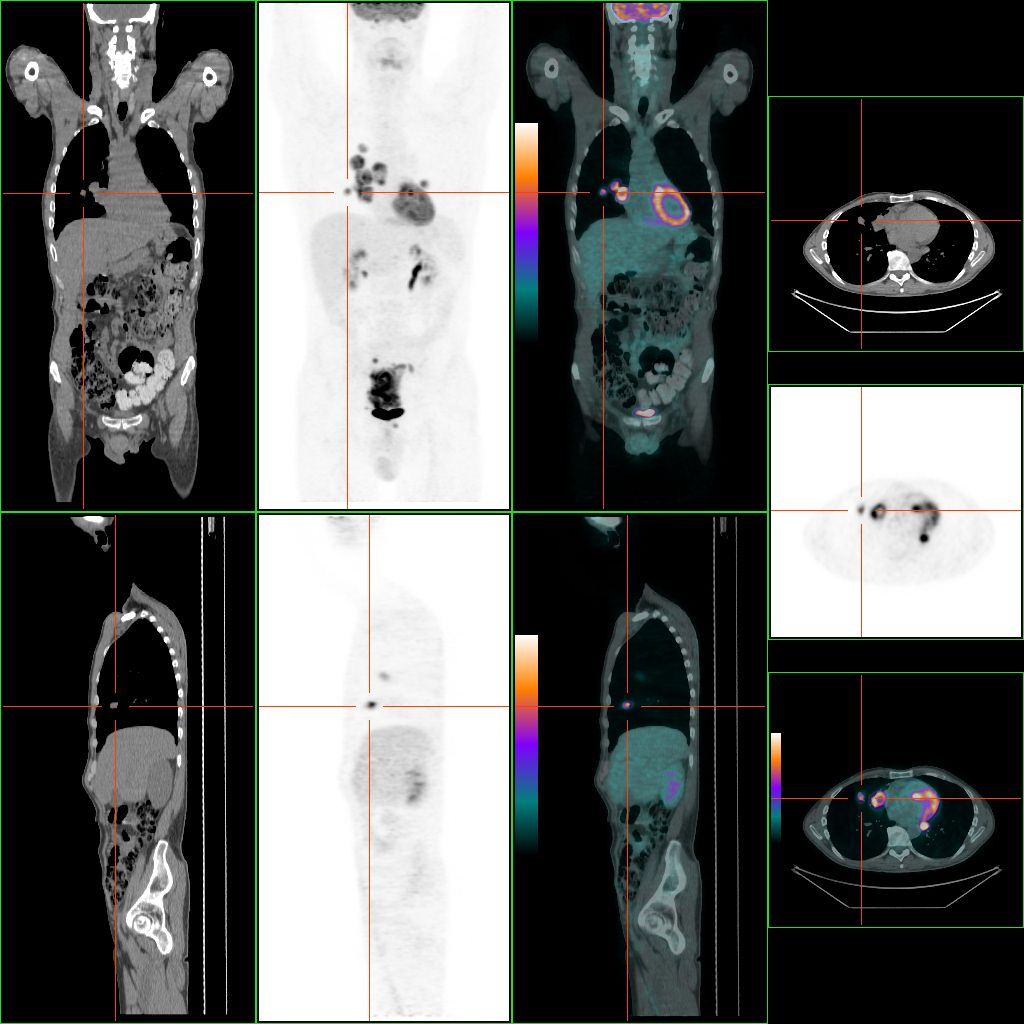
stadiazione di carcinoma del colon mediante FDG PET

La stadiazione pre-terapia con FDG PET è di norma eseguita nei pazienti con interessamento rettale in quanto sono gli unici affetti da questo istotipo tumorale che possono beneficiare di una terapia neoadiuvante. Altro campo di impiego di questa tecnica è la ricerca di metastasi a distanza non rilevabili con la TC (questo uso permette di modificare lo stadio dei pazienti in un terzo dei casi). Altra indicazione consiste nella ristadiazione post trattamento in caso di presenza dei segni di represa della malattia (come l'elevazione del CEA). La superiorità della PET rispetto alle altre tecniche di imaging è dovuta al fatto che questo istotipo presenta precoci alterazioni metaboliche. Questo permette di avere una sensibilità maggiore rispetto alla TC con una simile specificità. Un altro vantaggio consiste anche nella migliore capacità di rilevare lesioni in sedi atipiche (se le metastasi sono anche extraepatiche, la resezione di quelle presenti nel fegato spesso è inutile). In generale, la sensibilità della tecniche è anche influenzata dalle dimensioni delle lesioni (massima se il diametro è oltre i 3 cm) ed è anche possibile fare analisi seriate pre e post terapia misurando i SUV delle lesioni per valutare la risposta ai trattamenti. I limiti della metodica invece si notano nell'identificare lesioni da istotipi poco captanti l'FDG (come l'adenocarcinoma mucinoso), nella possibilità di rilevazione di falsi positivi a livello delle anse intestinali (che captano glucosio fisiologicamente) e a livello di numerose lesioni infiammatorie non neoplastiche. L'unione dei risultati forniti dalla PET con quelli forniti dall'esame TC consente di ridurre questi errori.

## Carcinoma del pancreas
La stadiazione dei pazienti con questo tumore è indispensabile per capire se questi sono candidabili all'intervento chirurgico di asportazione, e la FDG PET riveste un ruolo importante in questo processo, con usa sensibilità che, per le lesioni intrapancreatiche rilevate occasionalmente alla TC, varia da circa 80 a quasi il 100% e una specificità che varia da circa 50% fino anche al 100%. Tale valore varia in funzione delle lesioni: se queste sono più piccole di 2 cm infatti captano meglio il tracciante, cosa che non avviene invece se sono più grandi di 4 cm (in tali casi la parte centrale di queste può essere ipocaptante, ed è migliore la TC). Anche per le lesioni cistiche la PET è utile nel rilevare eventuale malignità. In conclusione: La TC per questo istotipo è indispensabile per valutare l'estensione anatomica della malattia, mentre la PET ha un ruolo preponderande nel cercare interessamento in altri organi a distanza (non a livello peritoneale e linfonodale, ove ha bassa sensibilità) da parte della neoplasia (spesso è in grado di rilevare lesioni epatiche non visibili con la TC). Altri usi riguardano la valutazione della chemioterapia neoadiuvante eventualmente condotta e della radioterapia intraoperatoria.

## Colangiocarcinoma
La PET nei pazienti affetti da questa patologia è usata in fase di stadiazione per la ricerca di metastasi a distanza (ove è superiore a TC ed RMN) e anche nell'analisi del tumore primitivo (ove le metodiche di scelta sono la TC e soprattutto la Colangio-RMN; ma la PET presenta una maggiore specificità e una sensibilità simile alla TC).

## Carcinoma dell'ovaio
La PET nelle pazienti affette da questa patologia è utilizzata soprattutto nel sospetto di recidiva di malattia post-trattamento. In tali casi la sensibilità varia dall'80% a valori vicini al 100% a seconda delle dimensioni delle lesioni e della loro sede (è minore se il loro diametro è minore di 1 cm e se sono localizzate nel peritoneo invece che nel retroperitoneo o nella pelvi). In ogni caso, anche in presenza di PET negativa, va sempre comunque condotta in questi casi una laparotomia esplorativa (detta di second look). Ciò non è necessario invece in caso di PET positiva. In conclusione, la misurazione dei livelli di CA-125 ha una specificità maggiore della PET, che a sua volta è più accurata di TC ed RMN. Altra indicazione è la stadiazione dei pazienti con metastasi potenzialmente operabili.

## Carcinoma della cervice uterina
La PET nelle pazienti affette da questa patologia è utilizzata soprattutto in fase di stadiazione, per rilevare metastasi a distanza e linfonodali (compito in cui è superiore rispetto a TC ed RMN). Tale tecnica è utilizzata anche nella ricerca di recidive di malattia, nella valutazione dei trattamenti effettuati tramite misurazioni dei SUV delle lesioni, e per effettuare biopsie mirate o trattamenti sia radioterapici sia di altro tipo su lesioni ipercaptanti l'FDG.

## Carcinoma prostatico
La PET con FDG di norma non è utilizzata nel processo diagnostico di questa forma tumorale in quanto tale tracciante a livello del tumore presenta una captazione simile a quella della prostata sana. Inoltre anche le metastasi non captano il tracciante e l'escrezione urinaria dello stesso interferisce con la visualizzazione dell'organo. Uniche rare eccezioni possono essere la valutazione dei tumori scarsamente differenziati (con un alto grado di Gleason all'esame istologico; che possono essere ipercaptanti), i casi di malattia non più rispondenti alla terapia ormonale e le metastasi ossee molto precoci in cui non si è ancora instaurata reazione da parte del tessuto colpito. (in tali rari casi la PET da migliori risultati della scintigrafia ossea). Ancora, si sa dalla letteratura che la captazione dell'FDG da parte del tumore è correlata negativamente con la concentrazione di androgeni; quindi un possibile ruolo di questo esame con questo tracciante potrebbe essere la valutazione della terapia di deprivazione androgenica. Altri radiofarmaci utilizzati nello studio di questo tumore includono: il fluoro-18 fluoruro (utilizzato per lo studio delle metastasi ossee), e la 11C/18F-colina.

### PSMA PET

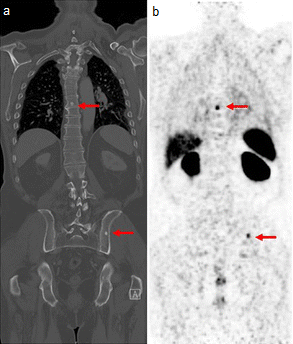
PSMA PET che evidenza due lesioni metastatiche da eteroplasia prostatica (frecce) a livello dell'osso iliaco di sinistra e di una vertebra toracica

Negli ultimi anni sono in studio traccianti specifici per il PSMA (proteina transmembrana espressa dalle cellule di carcinoma prostatico) marcati con Gallio-68 o Fluoro-18 (PSMA PET). Tale metodica sembra mostrare un'accuratezza diagnostica maggiore della PET con colina, oltre a presentarsi positiva per valori di PSA più bassi (nella ricerca delle localizzazioni di malattia dopo riscontro di recidiva biochimica). Gli stessi traccianti stanno venendo inoltre studiati in alcuni trial abbinando le immagini PET con un trattamento radiometabolico effettuato mediante lo stesso radiofarmaco marcato con nuclidi beta emittenti (approccio teranostico)
Le immagini PSMA PET, sebbene dotate di sensibilità, specificità e rapporto target/fondo decisamente superiori rispetto alla PET con colina sono comunque gravate da alcuni falsi positivi di cui è necessario tenere conto nell'interpretazione delle stesse, in quanto questi traccianti sono avidamente captati anche da: processi infettivi/infiammatori, alcuni tumori benigni (es. Schwannoma) e maligni (polmone, mammella, rene, vescica...), traumi recenti e anomalie vascolari. Intensa fisiologica captazione si osserva anche a livello di alcuni gangli nervosi (cervicale, celiaco e sacrale) e della parotidi (importanti organi critici nel caso si volesse utilizzare il PSMA come target per una terapia radiometabolica). 
.

### PET con colina

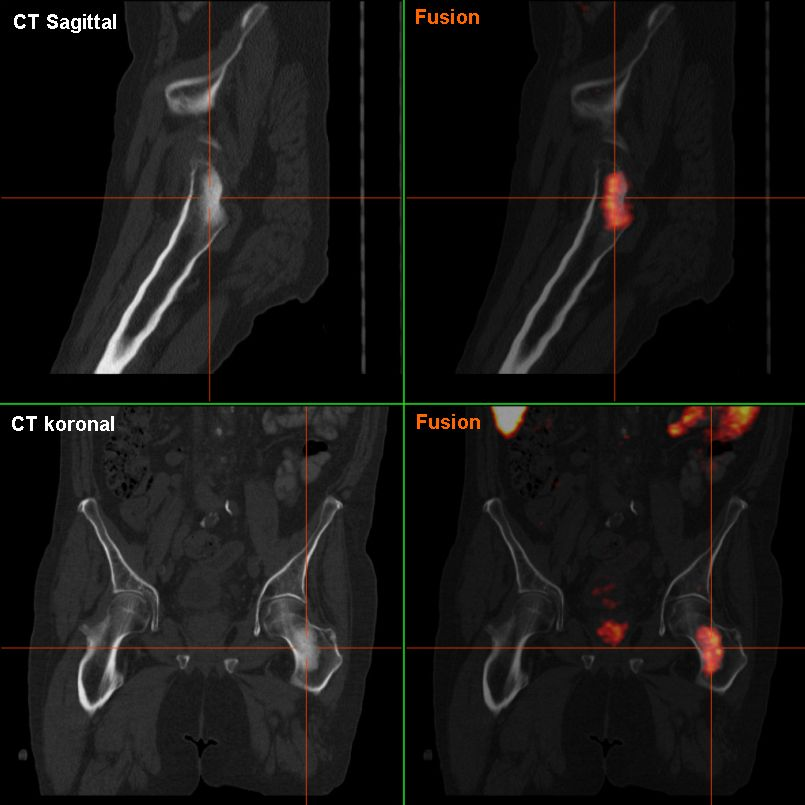
metastasi osteoaddensante da carcinoma prostatico rilevata mediante PET con colina.

La colina è avidamente captata dalle cellule di carcinoma prostatico (che sono caratterizzate da un aumento dell'espressione del gene per la colina chinasi) in quanto tale sostanza è utilizzata nella costruzione delle membrane cellulari ed è quindi indispensabile nel processo mitotico). La PET con colina è quindi usata nella ricerca di metastasi, sia linfonodali che ad altri organi.
La marcatura con carbonio-11 permette una miglior visualizzazione della regione prostatica in quanto il veloce decadimento di questo isotopo porta ad una debole escrezione renale del radiofarmaco; tuttavia, per le medesime ragioni, il farmaco non è molto maneggevole (in quanto la molecola marcata va sintetizzata in un impianto molto vicino al luogo di iniezione al paziente), inoltre la stessa molecola tende ad accumularsi in molti organi addominali (fegato, reni, milza e pancreas) disturbando la visualizzazione di questi distretti. È stata anche resa disponibile la colina marcata con fluoro-18 che non presenta più i problemi legati al veloce decadimento, ma ha come svantaggio una maggiore escrezione urinaria, disturbando la visualizzazione della pelvi.
Le indicazioni della PET con colina nel carcinoma prostatico sono:
- ristadiazione dei pazienti in recidiva biochimica già sottoposti a trattamenti chirurgici, radioterapici o ormonali;
- stadiazione nei pazienti ad alto rischio (ricerca di metastasi ossee);
- guida alla biopsia prostatica se imaging morfologico dubbio.

Le immagini total body vengono acquisite in modo non dissimile da quelle PET FDG. È possibile eseguire anche un'acquisizione precoce, statica o dinamica, sulla loggia prostatica per valutare meglio questo distretto senza l'interferenza dell'attività urinaria.
La colina tende ad accumularsi fisiologicamente a livello delle ghiandole salivari, del fegato, dell'apparato urinario e del pancreas, rendendo impossibile la valutazione di questi distretti. Altre sedi parafisiologiche di accumulo sono il midollo osseo, l'apparato gastroenterico ed i linfonodi mediastinici. L'esame può inoltre dare false positività nelle sedi flogistiche ed il tracciante può essere captato anche da neoplasie benigne e maligne diverse da quella prostatica. Le metastasi ossee osteoaddensandi sono leggermente meglio rilevate usando la PET con 18-Fluoruro.

## Carcinoma epatocellulare
Tipicamente questo istotipo tumorale non capta molto l'FDG, per tali motivi la PET con questo tracciante di norma non è usata nel seguire questo istotipo; però l'ammontare di questa captazione correla con l'aggressività e la proliferazione del tumore, e quindi con la prognosi del paziente. Altri traccianti proposti per valutare questo istotipo sono la 18F-Colina e il 11C-acetato. Le più recenti linee guida indicano l'utilizzo della PET con colina nella caratterizzazione metabolica delle lesioni epatiche sospette per essere epatocarcinomi ben differenziati ed anche nella stadiazione dei pazienti quando la PET FDG non è conclusiva ed è necessario pianificare un trapianto epatico o un intervento chirurgico.

## Carcinoma a cellule renali
La PET è poco utilizzata nello studio di questo tumore, sia perché capta poco l'FDG sia perché l'escrezione renale del radiofarmaco disturba la visualizzazione del parenchima renale. In teoria, un'alta captazione di FDG a livello di una lesione renale spesso depone per una sua malignità, ma l'assenza di lesioni ipercaptanti non indica assenza di patologia neoplastica. In generale quindi il suo uso non è raccomandato di routine ed è riservato solo nei pochi casi di tumori avanzati dubbi come aiuto nella valutazione.

## Seminoma
Nei pazienti affetti da questa forma tumorale la PET è utile nella valutazione della risposta alle terapie e nella ricerca di recidive. L'esame non è dirimente nella stadiazione e nello studio degli altri tumori della linea germinale.

## Tumori cerebrali
La PET è utilizzata:

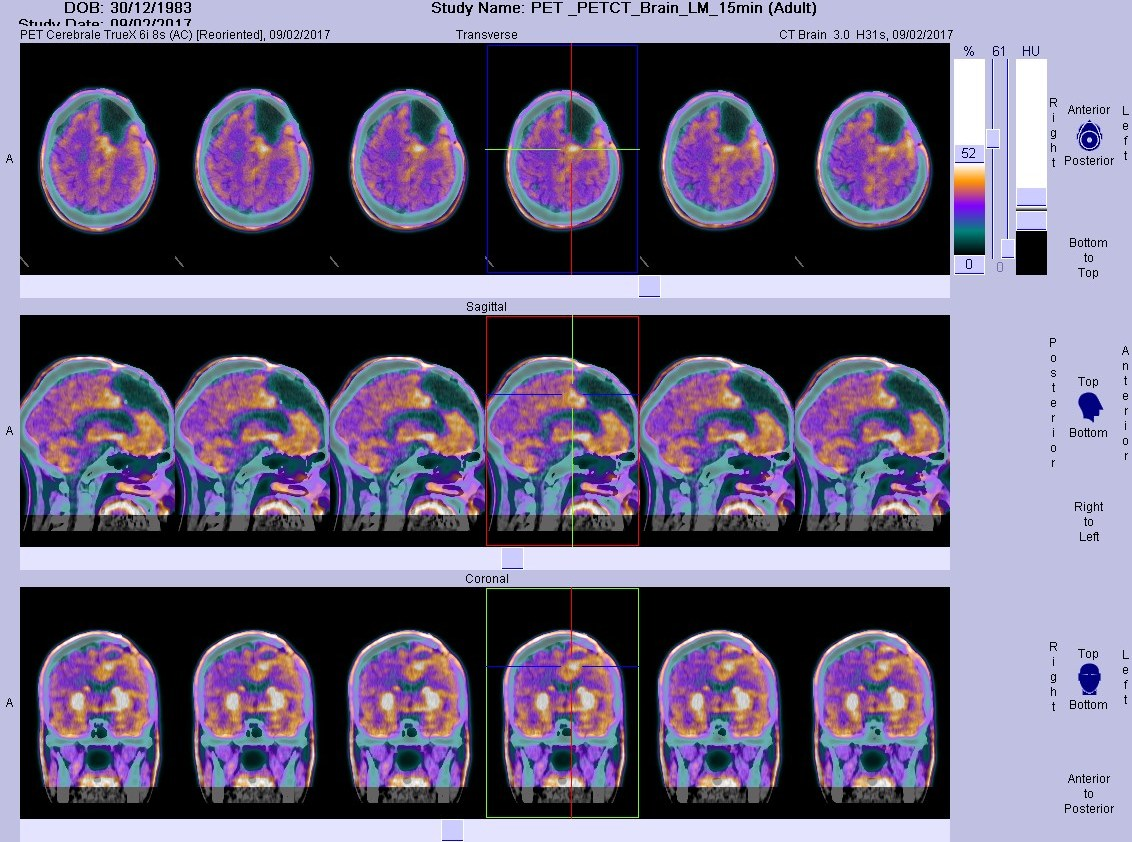
PET di un tumore cerebrale di tipo glioblastoma dopo 3 operazioni di rimozione grosstotal

- per eseguire biopsie mirate sulle lesioni neoplastiche;
- stimare il grading della neoplasia (la captazione dell'FDG è direttamente correlata con questo parametro);
- in fase di ristadiazione dopo asportazione chirurgica, chemioradioterapia o radiochirurgia delle lesioni.

La metodica però ha dei limiti in quanto anche i neuroni cerebrali captano avidamente l'FDG (quindi alcune forme tumorali di basso grado rischiano di non essere visualizzate). Inoltre anche alcune lesioni benigne (come il meningioma) captano avidamente il tracciante. Per tali motivi sono stati sintetizzati e sono in studio dei traccianti alternativi. Uno dei più usati nei centri ove è disponibile un ciclotrone è la metionina marcata con carbonio 11 (un marker che rileva aree ad aumentata sintesi proteica, tipica delle neoplasie) in grado di rilevare sia lesioni primitive del cervello sia secondarie (e che presenta una bassa captazione a livello dei tessuti cerebrali sani). Altri radiofarmaci disponibili sono la 18F-etil-tirosina e la colina marcata con carbonio-11 e fluoro-18. La PET con questi traccianti è usata soprattutto nella ricerca di recidive e nella stima di sopravvivenza dei pazienti (che diminuisce all'aumentare della captazione).
Anche la 18F-DOPA può essere utilizzata per lo studio dei tumori cerebrali primitivi, tuttavia l'uptake fisiologico di questo tracciante a livello dei gangli della base può rendere difficoltosa l'interpretazione dell'esame nelle immediate vicinanze di queste strutture.

### PET con metionina
La metionina viene captata dai tumori cerebrali probabilmente sia grazie all'interruzione della barriera emato-encefalica sia grazie ad uno specifico trasportatore espresso a livello delle cellule neoplastiche (la metionina è un aminoacido essenziale per la sintesi proteica ed è implicato anche nel ciclo di Krebs e nel trasferimento di unità monocarboniose ad altre molecole). Il tessuto cerebrale sano presenta un uptake trascurabile di questo tracciante. Di solito l'esame si effettua iniettando 370-740 MBq di radiofarmaco ed acquisendo le immagini dopo 20-30 minuti, per una durata di acquisizione pari a 10-15 minuti. Non è necessario il digiuno e non sono noti effetti collaterali. L'esame in clinica è utilizzato unicamente per lo studio dei pazienti affetti da tumore cerebrale ove TC ed RM non siano diagnostiche, in particolare nella diagnosi differenziale fra recidiva di malattia ed esiti dei trattamenti (es. radionecrosi); in questi ultimi casi infatti non si ha uptake del tracciante, tuttavia falsi positivi possono aversi nelle sedi ove è presente flogosi acuta (es. recenti biopsie) o riperfusione dopo ischemia.
Come già detto il principale limite di questa tecnica è che è necessario un ciclotrone nella sede di utilizzo per produrre il tracciante, che ha un'emivita brevissima (20 minuti) che non né consente il trasporto a distanza. Altro limite, valido per tutte le metodiche PET, è la bassa risoluzione spaziale al confronto con le metodiche radiologiche. L'esame è anche in grado di dare informazioni prognostiche (un'uptake del tracciante elevato indica una prognosi peggiore) e di guidare eventuali biopsie in casi dubbi.

## Sarcomi e tumori dell'apparato locomotore
La captazione dell'FDG da parte di queste lesioni neoplastiche dipende molto dall'istotipo; con molte differenze fra le varie tipologie (alcuni captano molto, altri molto poco). La PET nei sottotipi tumorali captanti (osteosarcoma, Sarcoma di Ewing, meno il condrosarcoma) è usata a volte in associazione ad altre tecniche per: definire il grading metabolico delle lesioni, guidare le biopsie, stadiare le lesioni e ristadiarle dopo terapia.